# Tweede bedijking der Mijdrechtse droogmakerij
Tweede bedijking der Mijdrechtse droogmakerij was een waterschap in de provincie Utrecht in de voormalige gemeente Mijdrecht.